# Carl Dorsey
Carl James Dorsey (Lima, 12 de mayo de 1894-San Diego, 9 de julio de 1974) fue un deportista estadounidense que compitió en vela en la clase 8 Metre. Participó en dos Juegos Olímpicos de Verano en los años 1932 y 1936, obteniendo una medalla de oro en Los Ángeles 1932 en la clase 8 Metre.

## Palmarés internacional
| Juegos Olímpicos | Juegos Olímpicos             | Juegos Olímpicos | Juegos Olímpicos |
| Año              | Lugar                        | Medalla          | Clase            |
| ---------------- | ---------------------------- | ---------------- | ---------------- |
| 1932             | Los Ángeles (Estados Unidos) | Medalla de oro   | 8 Metre          |